# Ci Beet, Jawa Tengah
Ci Beet är ett vattendrag i Indonesien.   Det ligger i provinsen Jawa Tengah, i den västra delen av landet, 220 km sydost om huvudstaden Jakarta.